# Jean-Marie Grezet
Jean-Marie Grezet (Le Locle, cantó de Neuchâtel, 16 de gener de 1959) va ser un ciclista suís, que fou professional entre 1981 i 1987.

## Palmarès
- 1976
  - 1r al Tour al País de Vaud
- 1977
  -  Campió de Suïssa júnior en ruta
- 1980
  -  Campió de Suïssa en muntanya
  - Vencedor d'una etapa al Gran Premi Guillem Tell
- 1982
  -  Campió de Suïssa en muntanya
- 1983
  - 1r al Tour del Sud-Est i vencedor d'una etapa
  - Vencedor d'una etapa al Tour del Llemosí
- 1984
  - Vencedor d'una etapa al Tour de Romandia

### Resultats al Tour de França
- 1982. No surt (pròleg)
- 1983. Fora de control (14a etapa)
- 1984. 13è de la classificació general

### Resultats al Giro d'Itàlia
- 1986. Abandona